# Theaterpreis Berlin
Der Theaterpreis Berlin wurde 1988 von der Berliner Stiftung Preußische Seehandlung gestiftet. Dieser Theaterpreis wird seither während des Berliner Theatertreffens jährlich an Personen verliehen, die Herausragendes für das deutschsprachige Theater geleistet haben. Die Auszeichnung ist mit 20.000 Euro dotiert (Stand 2023).

## Preisträger
- 1988 George Tabori
- 1989 Peter Stein und Karl-Ernst Herrmann
- 1990 Johann Kresnik
- 1991 Peter Palitzsch
- 1992 Jutta Lampe
- 1993 Botho Strauß
- 1994 Bernhard Minetti
- 1995 Claus Peymann und Hermann Beil
- 1996 Heiner Müller
- 1997 Pina Bausch
- 1998 Luc Bondy
- 1999 Henning Rischbieter
- 2000 Frank Castorf und Henry Hübchen
- 2001 Bruno Ganz
- 2002 Elfriede Jelinek
- 2003 Bert Neumann
- 2004 Christoph Marthaler und Anna Viebrock
- 2005 Peter Konwitschny
- 2006 Andrea Breth
- 2007 Ulrich Matthes
- 2008 Josef Bierbichler
- 2009 Jürgen Gosch, gemeinsam mit dem Bühnenbildner Johannes Schütz
- 2010 Margit Bendokat
- 2011 Dimiter Gotscheff, Almut Zilcher, Samuel Finzi und Wolfram Koch
- 2012 Sophie Rois
- 2013 Jürgen Holtz
- 2014 Johan Simons[1]
- 2015 Corinna Harfouch
- 2016 Shermin Langhoff und Jens Hillje
- 2017 Herbert Fritsch
- 2018 Karin Henkel
- 2019 She She Pop
- 2020 Sandra Hüller[2]
- 2022 Amelie Deuflhard
- 2023 Sivan Ben Yishai
- 2024 Nele Hertling[3]
- 2025 Christopher Rüping[4]